# Futbol a Kenya
El futbol és l'esport més popular a Kenya, seguit pel rugbi. És dirigit per la Football Kenya Federation.

## Competicions

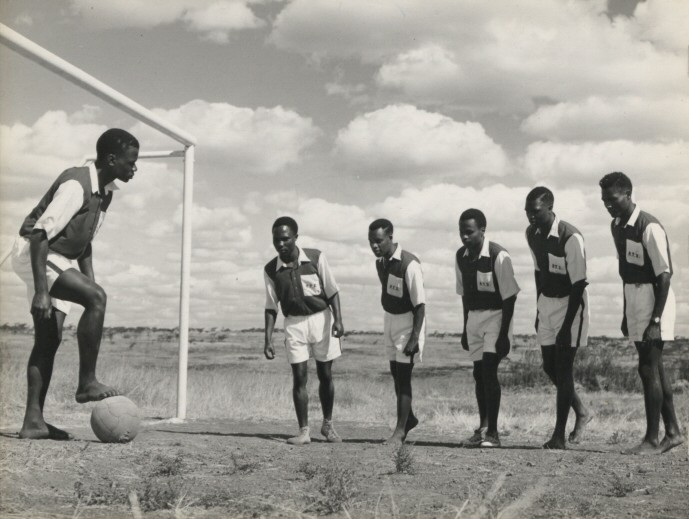
Antiga imatge de futbol a Kenya.

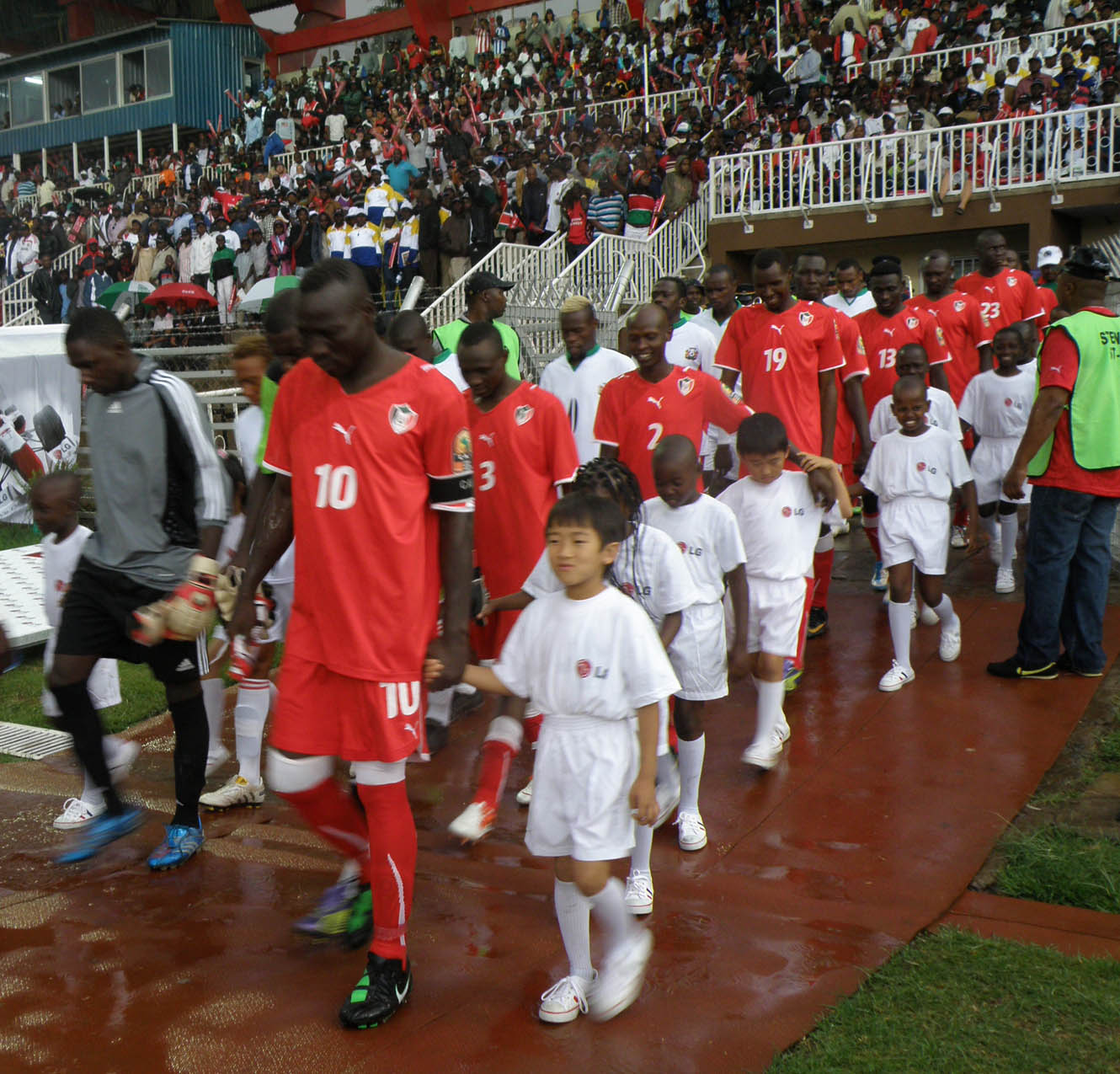
Kenya vs Sudan el 2011.

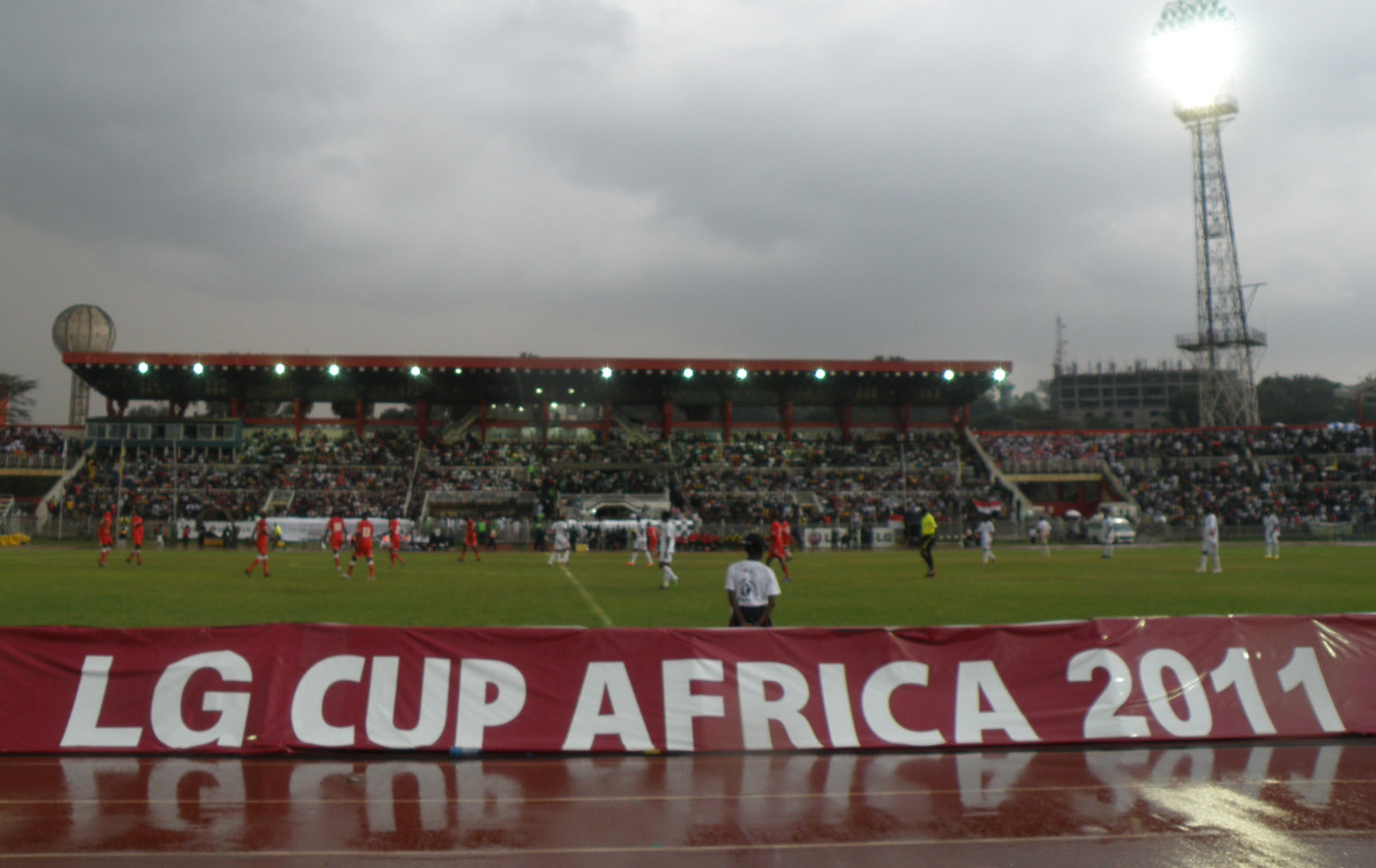
Kenya vs Sudan el 2011 (2).

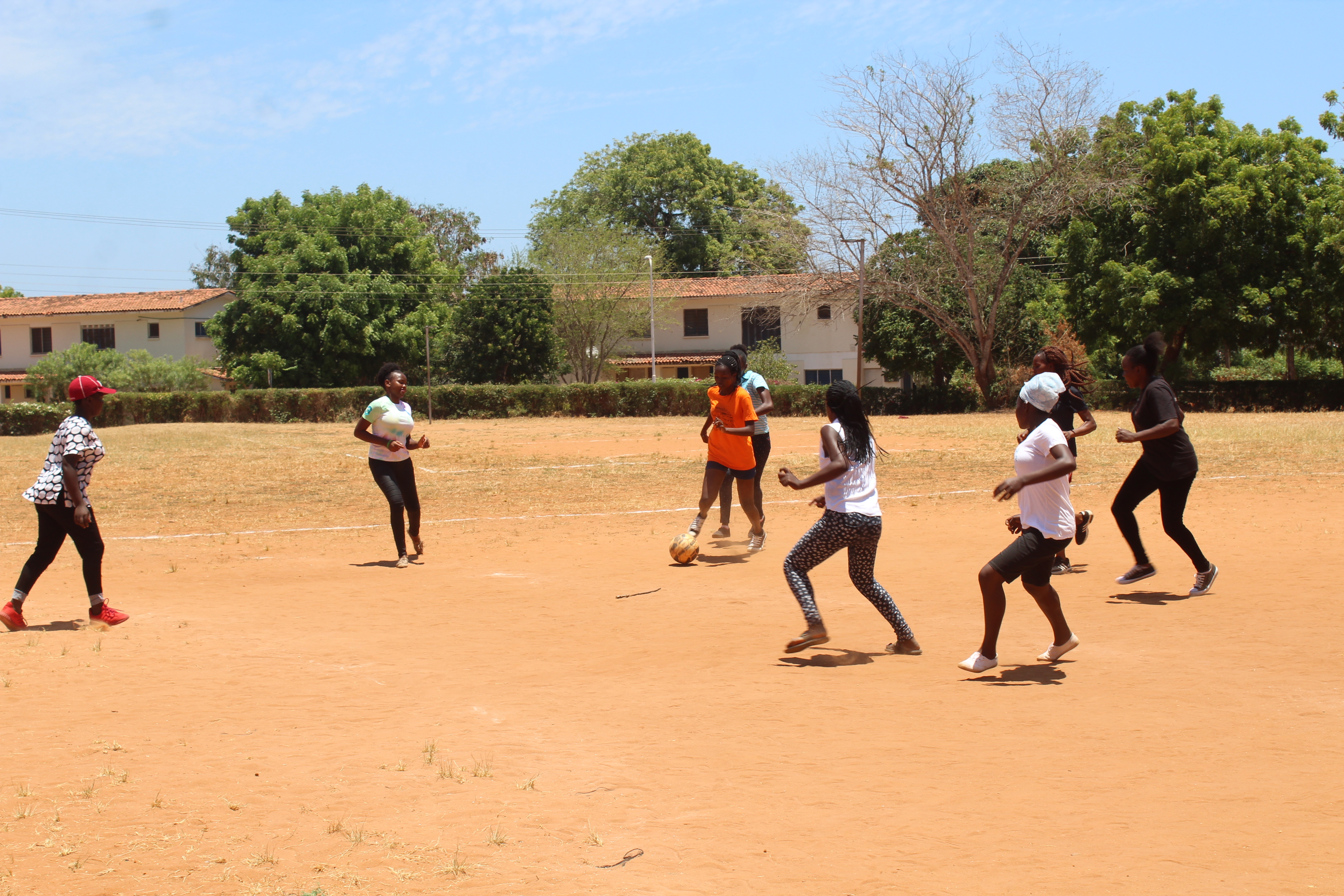
Partir femení al carrer.

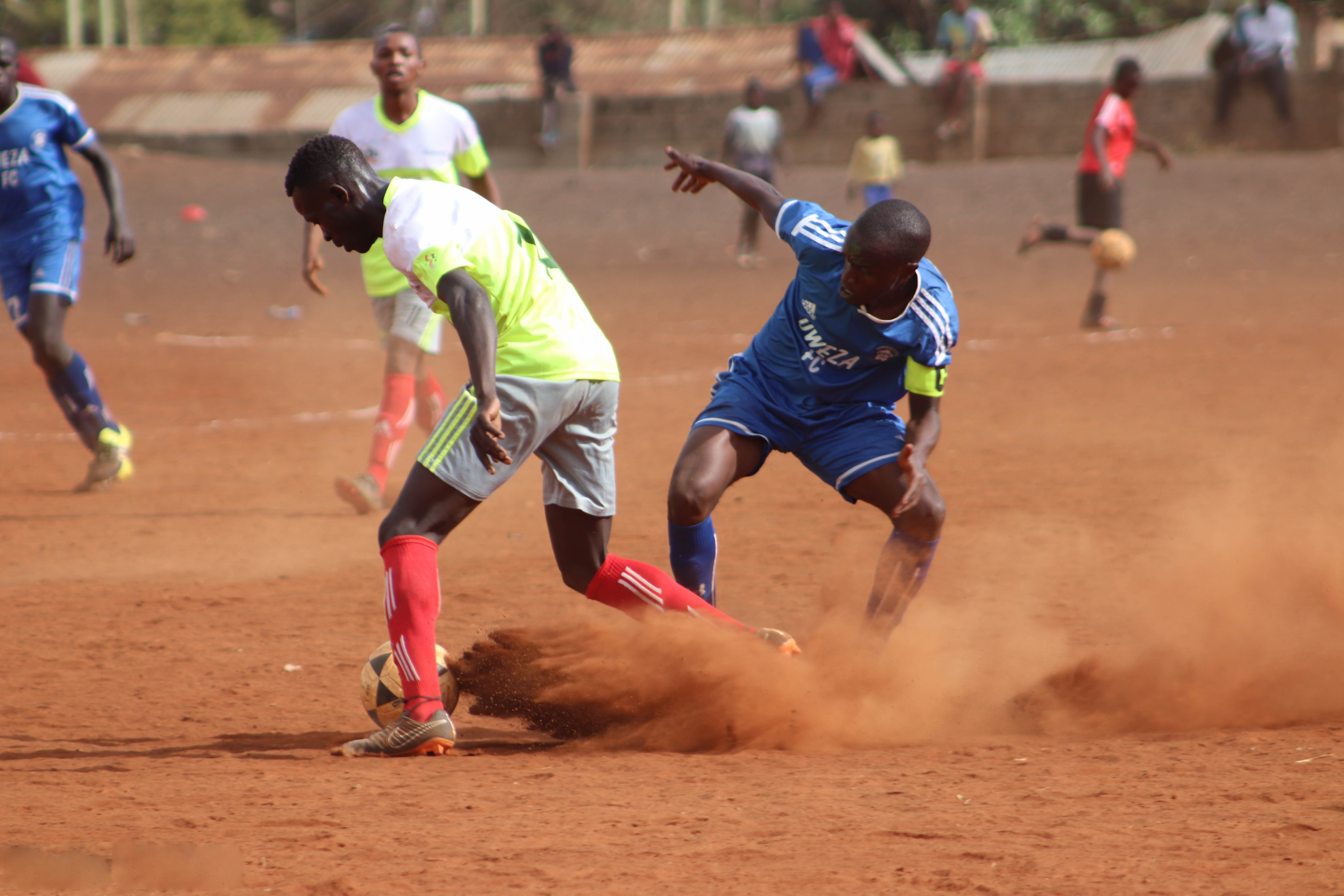
Partit de futbol en un camp de terra a Kenya.

- Lligues:
  - Kenyan Premier League
  - Kenyan National Super League
  - FKF Division One
  - FKF Division Two
  - Regional Leagues
  - County Champions League
  - Sub-County Leagues
  - Kenyan Women's Premier League
  - FKF Women's Division One
- Copes:
  - Copa del President de Kenya
  - Supercopa kenyana de futbol
  - Copa Top 8 de Kenya

## Principals clubs
Clubs amb més títols nacionals a 2019.
- Gor Mahia FC
- AFC Leopards
- Tusker FC
- Luo Union
- Sofapaka FC
- Ulinzi Stars FC
- Nakuru AllStars FC
- Oserian FC
- SoNy Sugar FC
- Mathare United FC

## Jugadors destacats
Fonts:Fonts:
Des de 1960
- Joe Kadenge
- Ali Sungura

Des de 1970
- Binzi Mwakolo
- Jonathan Niva
- Austin Oduor
- William Chege Ouma
- Joram Roy
- Allan Thigo

Des de 1980
- Mahmoud Abbas
- Ambrose Ayoyi
- Peter Dawo
- Wilberforce Mulamba
- Josephat Murila
- Tobias Ochola
- Dan Odhiambo
- John Bobby Ogolla
- Peter Otieno Bassanga

Des de 1990
- Michael Okoth Origi
- Musa Otieno

Des de 2000
- McDonald Mariga
- Dennis Oliech

Des de 2010
- Francis Kahata
- Victor Wanyama

## Principals estadis

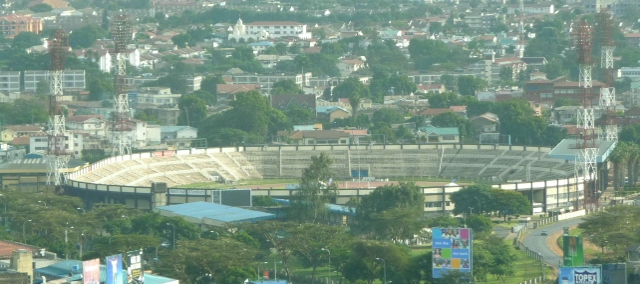
Nyayo National Stadium.

| # | Estadi                          | Capacitat | Ciutat   |
| - | ------------------------------- | --------- | -------- |
| 1 | Moi International Sports Centre | 60.000    | Nairobi  |
| 2 | Nyayo National Stadium          | 30.000    | Nairobi  |
| 3 | Bukhungu Stadium                | 30.000    | Kakamega |
| 4 | Afraha Stadium                  | 20.000    | Nakuru   |
| 5 | Muhoroni Stadium                | 20.000    | Kisumu   |
| 6 | Moi Kinoru Stadium              | 18.000    | Meru     |
| 7 | Nairobi City Stadium            | 15.000    | Nairobi  |